# Dave Meltzer
Pour les articles homonymes, voir Meltzer.
David Allan Meltzer dit Dave Meltzer (né le 24 octobre 1959 à New York) est un journaliste sportif américain spécialisé dans les sports de combat, en particulier le catch et les arts martiaux mixtes. Il publie depuis 1982 de manière indépendante le Wrestling Observer Newsletter. Cette publication hebdomadaire couvre et analyse l’actualité et l’histoire du catch et des arts martiaux mixtes partout à travers le monde.
Considéré comme un spécialiste indépendant de ces deux disciplines, il a été interviewé pour nombre de reportages et d’émissions sur le sujet, dont les documentaires de cinéma Hitman Hart : Wrestling With Shadows et Beyond the Mat, a écrit des articles pour les journaux l'Oakland Tribune, le Los Angeles Times et The National Post, a été juge lors de l’évènement  UFC 18 en 1999. Il coanime avec Bryan Alvarez l’émission de radio quotidienne « Wrestling Observer Live » sur le site eYada de 1999 à 2001. Il est également l’auteur de « Tributes : Remembering Some of the World’s Greatest Wrestlers » (2001) et « Tributes II : Remembering More of the World’s Greatest Professional Wrestlers » (2004), ces deux ouvrages regroupent des biographies de catcheurs décédés publiées à l’origine dans la Wrestling Observer Newsletter. De 2009 à 2012, il a également signé une chronique hebdomadaire sur le MMA pour le site « Yahoo Sports »,
Aujourd’hui, en plus de sa lettre d'information, il participe à la webémission « Wrestling Observer Radio » trois à quatre fois par semaine et signe des informations quotidiennes pour son site.

## Wrestling Observer Newsletter
Né à New York, Meltzer déménage dès le plus jeune âge avec sa famille à San José, Californie. Il suit une formation en journalisme à l’Université de San José et débute comme journaliste sportif pour le « Turlock Journal ». Passionné de catch depuis toujours, il commence à écrire sur le sujet dès 1971, notamment le bulletin d’information « California Wrestling Report » en 1973-1974.
En 1980, il commence à organiser des sondages auprès des autres fans avec qui il correspond. Il échange des cassettes vidéo et avec les cassettes envoie des lettres d’information avec les derniers résultats ou les dernières informations, reconnaissant que les revues en kiosque traitant du sujet à l’époque s’adressaient à un lectorat trop jeune pour lui et ses amis.
L’Observer est créé en 1982 dans le but de tenir informés les fans de ce qui se passe à travers le monde à une époque où, avant la démocratisation du câble et l’avènement d’Internet, ils n’avaient pas accès à ce qui se passait en dehors des rings de leur région.
En 1985, Meltzer songe à changer de carrière. La réaction de ses abonnés parvient à le faire changer d’avis. Il se consacre à plein temps à l’Observer et commence à en vivre à partir de 1987.
À cette époque, l’Observer se démarque des autres publications en traitant le catch comme une industrie à mi-chemin entre le spectacle et la performance sportive et non comme une pure compétition sportive légitime. Meltzer n’hésite pas à publier les vrais noms des catcheurs et leur âge alors que les autres revues spécialisées ne reconnaissent pas encore que les catcheurs jouent des personnages (kayfabe). Il a également contribué à populariser certains termes jusqu’alors spécifiques aux professionnels du catch et aujourd’hui largement utilisés par les fans.
Cela lui vaut l’ire d’une partie du monde du catch qui estime qu’il est en train de tuer leur business. Mais à côté de cela et même si beaucoup ne l’admettent pas publiquement, beaucoup de personnes du milieu commencent à lire l’Observer, seule publication à donner les vrais chiffres sur la santé financière de leur profession. Avec l’Observer, se répand le terme de « dirt sheet », « feuille à ragots », qui désigne les lettres d'information dans le jargon des catcheurs. Bill Watts et Terry Funk ont été les premiers grands noms à afficher publiquement leur soutien à Meltzer. Certains, comme Konnan, ont également affirmé avoir vu des exemplaires traîner sur le bureau de Vince McMahon.
Meltzer a brièvement travaillé pour la World Wrestling Federation en 1987 en tant que consultant. Cela reste à ce jour la seule fois où il a été employé par une organisation de catch ou de MMA. Il a néanmoins affirmé avoir été consulté officieusement par des promoteurs de catch.
Il commence à couvrir le MMA dès 1993 avec le premier show de l’UFC et les tentatives d’organisation au Japon, estimant que le MMA, dérivé de la lutte libre et du pancrase tout comme le catch, a une mécanique, de par la promotion de ses matchs, de ses championnats et de ses stars, identique au catch, la seule différence étant que les combats ne sont pas scénarisés. De plus, les premiers combats au Japon au début des années 1990 ont été organisés par des organisations de catch et avec des catcheurs, réaffirmant le lien entre les deux industries.
Meltzer a également été amené à parler d’autres sports de combat gravitant autour du catch ou du free-fight dans les pages de l’Observer tels que la boxe, le kickboxing ou la lutte amateur. Il a également consacré certains articles au Roller Derby parce qu’il était grand fan étant jeune et que cette discipline "arrangée" s'apparente à un sport-spectacle comme le catch.
Avec le temps, la ligne éditoriale de l’Observer a évolué, passant d’une grosse partie de résultats dans les années 1980 à plus d’informations exclusives dans les années 1990 obtenues grâce à ses sources dans le milieu. Avec Internet et l’ère de la communication instantanée dans les années 2000, Meltzer apporte maintenant une analyse approfondie d’informations pour certaines déjà disponibles gratuitement sur Internet au moment de la publication. Il continue à privilégier les aspects économique et financier des industries qu’il couvre, chiffres et statistiques à l’appui, ainsi que leur histoire et leur évolution à moyen et long terme. Ses longues biographies détaillées de catcheurs ou de personnalités du milieu du catch, généralement publiées juste après leur décès, sont particulièrement réputées et constituent souvent les articles préférés de nombre d’abonnés.
Pendant 25 ans, l’Observer n’était disponible que sur format papier par courrier (à l’exception d’une brève période en 2000 où il était également recevable par courriel). Depuis juin 2008, il est également possible de s’y abonner sur Internet. Aujourd’hui, l’Observer compte quelques milliers d’abonnés sur tous les continents, en majorité des professionnels du milieu et des fans acharnés avides de connaissances.
Il attribue la note record de 7 étoiles pour le match entre Kazuchika Okada et Kenny Omega lors de NJPW Dominion 6.9 du 9 juin 2018.

## Influence
Meltzer a influencé la plupart des personnes parlant de catch aujourd’hui sur Internet ou dans d’autres lettres d'information. En tant que plus ancien journaliste spécialisé toujours en activité, ainsi que le plus lu et donc le plus influent, il est connu par tout le monde du catch, certains entretenant avec lui des relations amicales, d’autres le détestant.
Il est cité dans la majorité des livres et autobiographies sur le catch et a été interviewé pour des documentaires, des reportages ou des émissions sur le catch ou le MMA en tant qu’expert.
Il a popularisé le système de notations de matchs inventé par Jim Cornette et Norm Dooley. Inspiré du système de notations de films, il consiste à attribuer aux matchs (de catch uniquement, le MMA n’étant pas scénarisé) une note de 0 (également dit DUD) à 5 étoiles, un DUD étant un très mauvais match sans intérêt et un 5 étoiles un match parfait dans tous ses aspects qui fera date. La note peut également descendre jusqu’à – 5 étoiles pour les match si mauvais qu’ils en deviennent mémorables. Les critères pris en compte dans l’attribution de cette note totalement subjective sont le ratio action / pause, la difficulté et la variété des prises utilisées, la qualité et la fluidité de leur exécution, l’histoire de la rivalité entre les deux adversaires avant le combat et celle racontée pendant, et l’excitation du public. Meltzer a noté sur ces critères la majorité des combats majeurs de ces 25 dernières années, principalement les combats américains et japonais, et n’a donné la note parfaite de 5 étoiles qu’à une poignée d’entre eux Certains catcheurs ont affirmé leur fierté lorsque certains de leurs matchs avaient été bien notés dans l’Observer.

## Wrestling Observer Newsletter Hall of Fame
- Article principal

## Wrestling Observer Newsletter Awards
- Article principal